# Daughter of Darkness
Daughter of Darkness o La hija de las tinieblas o El límite del destino es una película dirigida por Stuart Gordon, conocido por sus adaptaciones de libros a películas, que fue rodada exclusivamente para televisión. Protagonizada por Anthony Perkins y Mia Sara.
El film fue una coproducción húngara-estadounidense estrenada para la cadena CBS el 26 de enero de 1990. La cinta fue filmada íntegramente en locaciones de Budapest, Hungría. Fue producida por Accent Entertainment Corporation y King Phoenix Entertainment. En España fue conocida como El límite del destino, mientras que en México fue lanzada como La hija de las tinieblas.

## Argumento
Kathy Thatcher (Mia Sara) viaja a Rumanía para descubrir la identidad de su padre, el cual nunca conoció. Una vez allí, y tras problemas con la embajada, encuentra a Jack Devlin (Jack Coleman), quien podría desvelar la identidad de su progenitor; sin embargo está a punto de descubrir algo mucho más terrorífico sobre sus orígenes, algo que sobrepasa los límites de lo imaginable. Desafortunadamente para ella se ve envuelta en las partes más oscuras de los callejones rumanos, llenas de cámaras de tortura y vampiros.

## Elenco[5]
- Anthony Perkins - Anton/Príncipe Constantine
- Mia Sara - Katherine Thatcher
- Robert Reynolds - Grigore
- Dezsõ Garas - Max
- Jack Coleman - Devlin
- Erika Bodnár - Nicole
- Ági Margittay - Ági Margitai
- Mari Kiss - Elena

## Tráiler
- trailer del film